# Економско-трговинска школа Приштина
Економско-трговинска школа Приштина је образовна установа која функционише у државном систему Републике Србије као средња стручна школа, а која обавља делатност васпитања и образовања из подручја економије, трговине, права и администрације. Седиште школе је у Лапљем Селу на Косову и Метохији, а измештено је из Приштине након рата на Косову и Метохији.

## Историја
Економско-трговинска школа је основана 1961. године у Приштини, а своју просветну мисију је започела у згради у којој се налазила приштинска гимназија. Зграда у којој су се налазиле Гимназија и економско-трговинска школа била је саграђена 1939. године. Економско-трговинска школа користила је три учионице и наставничку зборницу и имала је књиговодствени, финансијски и административни одсек.
Све до школске 1964/1965. године Економско-трговинска школа је радила у просторијама Гимназије. У свом објекту је почела са радом 21. септембра 1964. године, у адаптираној згради касарне која је имала подрум, приземље и спрат.
Школске 1967/1968. године дошло је до одвајања и формирања посебних одељења која су наставу похађала на српскохрватском и албанском језику.
Економска школа се средином новембра 1968. године сели у зграду у Лењиновој улици (касније улица Краља Петра I), у којој ће се одвијати настава на оба наставна језика до септембра 1990. године, а на српском наставном језику до јуна 1999. године. Била је то зграда интерната Пољопривредне школе, која је реновирана и прилагођена за наставу.
Са почетком НАТО агресије 24. марта 1999. године прекинута је настава, као и у свим школама у СР Југославији. Школску 1998/1999. годину наставу је похађало 501 ученик у пет образовних профила.
Након завршетка рата на Косову и Метохији, јуна 1999. године долази до исељавања српског и неалбанског становништва из Приштине. Судбину становништва пратила је и Економско-трговинска школа која је своје привремено седиште нашла у Лапљем Селу.
Захваљујући изузетном напору директорке школе Малинке Митровић, професора: Мирјане Обрадовић, Миладина Каличана, Живорада Лазића, Радисава Петрића, Слободана Делевића, Момчила Митровића, Славице Вуксановић као и и Славише Максимовића професора Прве приштинске гимназије, техничког особља: Синише Цвејића, Зорана Милића и Сузане Стакић, школска година је почела 20. септембра 1999. године са око 50 ученика у згради О.Ш. „Миладин Митић” у Лапљем Селу.
Акт о измештању Економско-трговинске школе донело је Министарство просвете СР Југославије 27. јануара 2000. године. Поред одељења у матичној школи у Лапљем Селу, отворена су истурена одељења у Племетини и Доњој Брњици.
Простор О.Ш. „Миладин Митић” није био адекватан за одвијање наставе, а део простора школске зграде је био намењен и Првој приштинској гимназији која је такође била измештена у Лапљем Селу.
Након више од две деценије од изгнанства из Приштине, 14. марта 2022. године Економско-трговинска школа је добила своје просторије у Средњошколском центру у Лапљем Селу.

## Образовни профили
Економски техничар
Ово је основни, најстарији профил у Економској школи. У оквиру овог образовног профила наставним планом и програмом су предвиђени предмети којима се стичу знања и вештине из свих економских области. Овај профил оспособљава ученике за књиговодствене и рачуноводствене послове, послове маркетинга, финансија, менаџмента. Стичући сва ова знања и вештине ученици су оспособљени за запослење у различитим гранама привреде, било да је то банка, осигурање, књиговодствене агенције, или трговачка, туристичка и угоститељска привредна друштва.
Oд другог разреда у оквиру овог образовног профила ученици обављају и блок наставу у привредним друштвима. Циљ блок наставе је провера стечених знања о рачуноводственим пословима у пракси и повезивање теорије са праксом.
Кроз разне општеобразовне предмете ученици стичу и проширују постојећа општа знања и културу. Активна употреба рачунара у настави им омогућава да на радним местима брзо и ефикасно обављају послове.
Осим могућности запослења након завршеног четворогодишњег образовања, овај образовни профил нуди и добро предзнање за наставак школовања и упис основних академских и струковних студија на различитим факултетима.
Финансијски техничар
Ово је профил чијим избором ученици стичу знања и вештине у свим сегментима финансијско-рачуноводствених послова:
- обављање платног промета,
- спровођење свих облика књиговодствене евиденције,
- праћење и контрола пословања предузећа,
- утврђивање резултата пословања,
- састављање извештаја,
- израда различитих врста обрачуна,
- упознавање са радом јавних предузећа, државних институција и осигуравајућих друштава.

Знања из пословних и јавних финансија, основа финансија, статистике, банкарског пословања и осталих стручних предмета омогућавају ученицима упознавање са струком, а опште-образовни предмети им пружају могућност да прошире видике и интересовања.
У другом, трећем и четвртом разреду планирана је реализација блок наставе у привредним друштвима и осигуравајућим организацијама. Циљ овог облика наставе јесте провера стечених знања у пракси и практично овладавање финансијско-рачуноводственим пословима.
Овакав начин рада омогућава ученицима да на местима где су обављали блок наставу пронађу запослење, док широко знање из општеобразовних и стручних предмета пружа заинтересованим ученицима могућност да наставе школовање на бројним факултетима.
Правно-пословни техничар
Наставним програмом за образовни профил правно-пословни техничар предвиђени су садржаји којима се стичу неопходна знања и вештине из области права, администрације и економије. Уско стручни предмети који се изучавају у оквиру овог профила су: основи права, основи радног права, основи правних поступака и правног промета, матична евиденција, државно уређење, основи кривичног права и криминалистике, реторика и беседништво, кореспонденција са секретарским пословањем. Поред њих стичу се и повезују знања из предмета: основи економије, статистика, информатика и рачунарство, страни језици, матерњи језик, историја, психологија, филозофија, социологија, устав и право грађана.
Поред неопходних стручних знања, практичне вештине неопходне за обављање послова, ученици овог профила стичу у оквиру практичне наставе и наставе у блоку, као и у оквиру секција које се организују у школи (симулација суђења, реторика и беседништво). Практична настава реализује се у разним државним институцијама и предузећима (судови, општине...).
Кроз праксу и разне симулације ученици имају прилику да повежу знања стечена у оквиру стручних предмета и на тај начин добију целокупну слику правног система ове земље.
Ученици овог профила могу наставити даље школовање на разним факултетима у вези са стеченим стручним знањем (Правни факултет, Факултет организационих наука, Економски факултет, Политичке науке као и на факултетима за маркетинг, менаџмент и сл.

## Школски лист
Економско-трговинска школа од 2006. године издаје часопис Економист, а у зависности од финансијске могућности школе, часопис се углавном издаје једном годишње на дан обележавања дана школе. Часопис уређује редакција сачињена од ученика и професора школе.
Економист је, пре свега, лист намењен ученицима, професорима, родитељима, али и свима осталима који су заинтересовани за активности које се одвијају у школи. Он прати сва дешавања у животу школе, као и успехе ученика и професора, бави се темама из области културе, економије, забаве, здравља, географије, екологије, историје, образовања као и свим другим питањима која се тичу младих.